# Bermejo (Tarija)

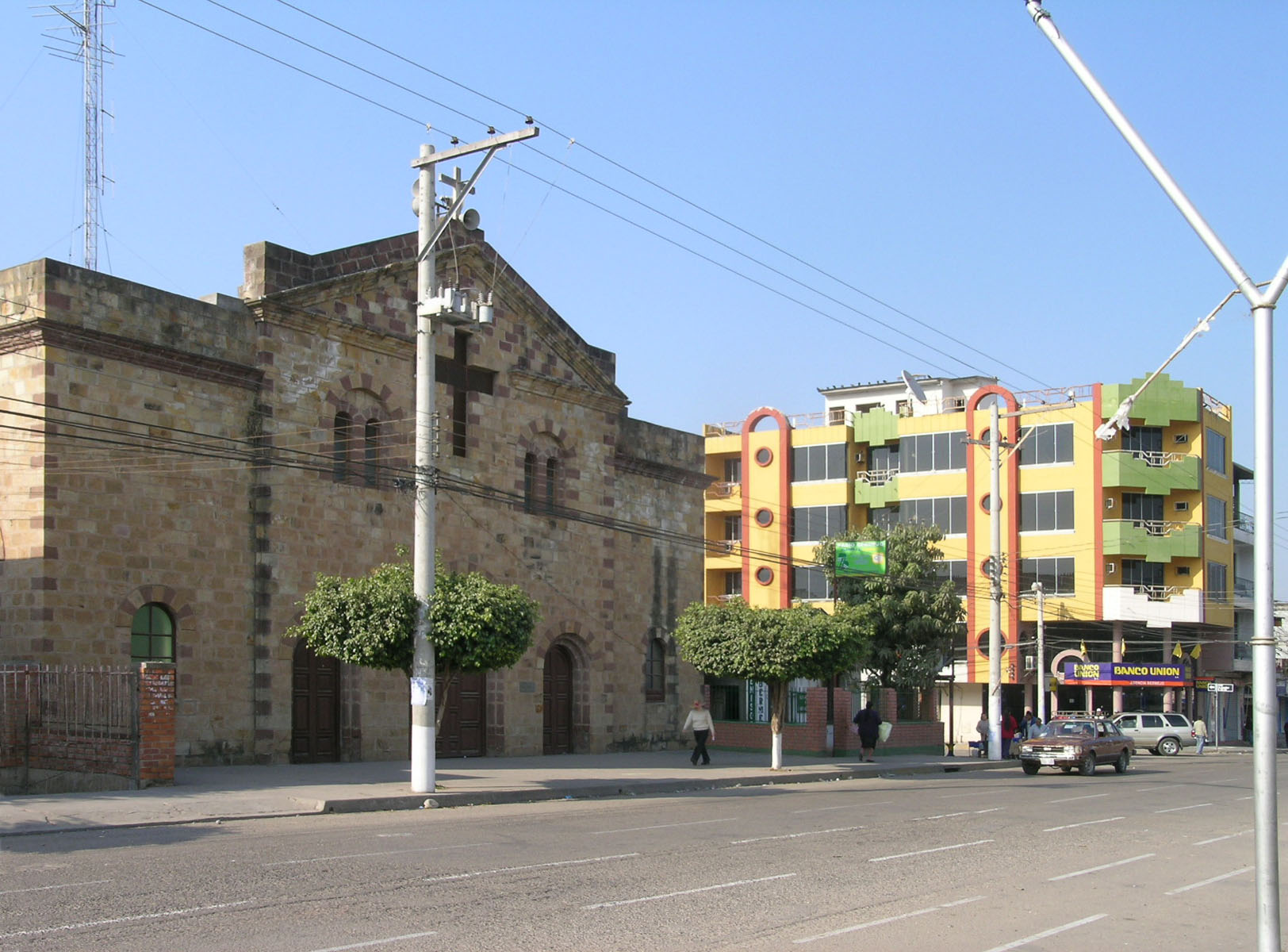
Een kerk in Bermejo

Pozo del Bermejo (eenvoudigweg Bermejo) is een plaats in Bolivia, gelegen in de gemeente Bermejo in de provincie Aniceto Arce, wat ligt in het departement Tarija. Het ligt vlak bij de Argentijnse grens. Er wonen volgens de census van 2012 29.459 mensen. De plaats is oorspronkelijk gesticht op 7 december 1952. Langs de plaats Bermejo stroomt de rivier Bermejo.